# Tiếp quản
Trong kinh doanh, tiếp quản là việc mua một công ty (mục tiêu) bởi một người khác (người thâu tóm, hoặc người chào mua). Tại Anh, thuật ngữ này nói đến việc mua lại một công ty đại chúng có cổ phiếu được niêm yết trên thị trường chứng khoán, trái với việc mua lại một công ty tư nhân.

## Các loại tiếp quản

### Tiếp quản thân thiện
"Tiếp quản thân thiện" là một mua lại được quản lý phê chuẩn. Trước khi người chào mua ra đề nghị đối với một công ty khác, thường đầu tiên thông báo cho hội đồng quản trị của công ty. Trong một thế giới lý tưởng, nếu hội đồng quản trị cảm thấy việc chấp nhận lời đề nghị phục vụ các cổ đông tốt hơn so với từ chối nó, nó khuyến nghị để đề nghị này được chấp nhận bởi các cổ đông.
Trong một công ty tư nhân, vì các cổ đông và hội đồng quản trị thường là cùng một người hoặc kết nối chặt chẽ với nhau, các mua lại công ty tư nhân thường là thân thiện. Nếu các cổ đông đồng ý bán công ty, sau đó hội đồng quản trị thường là của cùng một tâm trí hoặc tuân theo các đặt lệnh của các cổ đông vốn cổ phần để hợp tác với người chào mua. Điểm này không liên quan đến khái niệm tiếp quản của Anh, luôn liên quan đến việc mua lại một công ty đại chúng.

### Tiếp quản thù địch
"Tiếp quản thù địch" là việc một người thâu tóm tiếp quản một công ty mục tiêu mà quản lý của nó không muốn đồng ý với một sáp nhập hoặc tiếp quản. Một tiếp quản được coi là "thù địch" nếu hội đồng quản trị của công ty mục tiêu từ chối lời đề nghị, nhưng người chào mua tiếp tục theo đuổi nó, hoặc người chào mua ra đề nghị trực tiếp sau khi đã thông báo ý định vững chắc của mình.
Một tiếp quản thù địch có thể được thực hiện theo nhiều cách. Một mời thầu hấp dẫn có thể được thực hiện khi công ty thâu tóm ra một đề nghị công khai ở một mức giá cố định cao hơn mức giá thị trường hiện tại. Các mời thầu hấp dẫn tại Hoa Kỳ được quy định bởi Đạo luật Williams. Một công ty thâu tóm cũng có thể tham gia vào một cuộc chiến giấu mặt, theo đó nó sẽ cố gắng thuyết phục cho đủ cổ đông, thường là một đa số đơn giản, để thay thế quản lý với một quản lý mới mà sẽ phê duyệt tiếp quản. Phương pháp khác liên quan đến việc âm thầm mua đủ cổ phiếu trên thị trường mở, được gọi là "chào mua dần dần", để thực hiện một thay đổi trong quản lý. Trong tất cả những cách này, quản lý chống lại việc mua lại, nhưng nó vẫn cứ được thực hiện.
Hậu quả chính của một chào mua bị coi là thù địch là thực tế chứ không phải là pháp luật. Nếu Hội đồng quản trị của mục tiêu hợp tác, người chào mua có thể tiến hành thẩm định mở rộng công việc của công ty mục tiêu, cung cấp cho người chào mua một phân tích toàn diện về tài chính của công ty mục tiêu. Ngược lại, người chào mua thù địch sẽ chỉ có hạn chế, thông tin công khai sẵn có về công ty mục tiêu, làm cho người chào mua dễ bị rủi ro tiềm ẩn liên quan đến tài chính của công ty mục tiêu. Một vấn đề nữa là các tiếp quản thường yêu cầu các khoản vay được cung cấp bởi các ngân hàng để phục vụ cho đề nghị, nhưng các ngân hàng thường ít sẵn sàng để quay về người chào mua thù địch vì việc tương đối thiếu thông tin về các mục tiêu có sẵn cho họ.

### Tiếp quản ngược
Một tiếp quản ngược là một loại tiếp quản một công ty tư nhân mua lại một công ty đại chúng. Điều này thường được thực hiện tại các sự xúi giục của công ty tư nhân lớn hơn, mục đích là cho các công ty tư nhân để có hiệu quả phao tài chính bản thân trong khi tránh được một số các chi phí và thời gian liên quan đến công chúng thông thường ban đầu cung cấp IPO. Tuy nhiên, theo AIM quy tắc, một đảo ngược đi qua là một việc mua lại hoặc mua lại trong một khoảng thời gian mười hai tháng cho một công ty AIM sẽ:
- Vượt quá 100% của các bài kiểm tra lớp học;
- Kết quả trong một sự thay đổi cơ bản trong kiểm soát kinh doanh, hội đồng quản trị hoặc biểu quyết;

Trong trường hợp của một công ty đầu tư, khởi hành đáng kể từ chiến lược đầu tư nêu trong tài liệu nhập học của nó, hoặc không có tài liệu nhập học được sản xuất trên nhập học, khởi hành đáng kể từ chiến lược đầu tư nêu trong thông báo trước khi nhập viện hoặc, khởi hành đáng kể từ đầu tư chiến lược.
Một cá nhân hoặc tổ chức đôi khi được gọi là công ty raider có thể mua một phần lớn cổ phiếu của công ty và khi làm như vậy có được đủ số phiếu để thay thế ban giám đốc và Giám đốc điều hành. Với một đội ngũ quản lý cấp trên mới, chứng khoán là một đầu tư hấp dẫn hơn nhiều, có khả năng sẽ dẫn đến tăng giá và lợi nhuận cho raider công ty và các cổ đông khác.

### Backflip tiếp quản
Một backflip tiếp quản là bất kỳ loại tiếp quản, trong đó công ty mua lại biến mình thành một công ty con của công ty mua. Loại của sự tiếp quản này hiếm khi xảy ra Bản mẫu:Chú thích cần thiết.

## Tài trợ tiếp quản

### Kinh phí
Thường thì một công ty mua lại một trả một khoản tiền nhất định cho nó. Số tiền này có thể được nâng lên trong một số cách khác nhau. Mặc dù công ty có thể có đủ tiền có sẵn trong tài khoản của nó, chuyển thanh toán hoàn toàn từ tiền mặt của công ty mua lại trên tay là bất thường. Thường xuyên hơn, nó sẽ được cho vay từ một ngân hàng, hoặc nêu lên một vấn đề của trái phiếu. Mua lại tài trợ thông qua các khoản nợ được gọi là mua lại thừa hưởng, và nợ thường sẽ được chuyển xuống các bảng cân đối kế toán của công ty mua lại. Công ty mua lại sau đó để trả nợ. Đây là một kỹ thuật thường được sử dụng bởi các công ty cổ phần tư nhân. Tỷ lệ nợ tài chính có thể tăng cao như 80% trong một số trường hợp. Trong trường hợp này, các công ty mua lại sẽ chỉ cần tăng 20% của giá mua.

### Loan lưu ý lựa chọn thay thế
Tiền mặt cung cấp cho công ty thường bao gồm một "thay thế lưu ý cho vay", cho phép các cổ đông một phần hoặc tất cả các xem xét  vay lưu ý s chứ không phải là tiền mặt. Điều này được thực hiện chủ yếu để làm cho lời đề nghị hấp dẫn của thuế. Chuyển đổi cổ phiếu thành tiền mặt được tính như là một xử lý kích hoạt một khoản thanh toán của vốn tăng thuế, trong khi nếu cổ phần được chuyển đổi thành [[chứng khoán, chẳng hạn như ghi chú cho vay, thuế được cán qua.

### Tất cả các cổ phiếu giao dịch
Một tiếp quản, đặc biệt là tiếp quản ngược lại, có thể được tài trợ bởi một tất cả các thỏa thuận chia sẻ. Nhà thầu không trả tiền, nhưng thay vì các vấn đề mới [[cổ phần trong chính nó cho các cổ đông của công ty được mua lại. Trong một sự tiếp quản ngược lại các cổ đông của công ty được kết thúc mua lại với đa số cổ phần trong, và do đó, kiểm soát, các công ty làm thầu. Công ty có quyền quản lý.

## Cơ chế

### Trong Vương quốc Anh
Tiếp quản ở Vương quốc Anh (có nghĩa là mua lại của các công ty đại chúng) được điều chỉnh bởi 'Mã thành phố tiếp quản và sáp nhập', còn được gọi là "Mã Thành phố" hoặc "Mã tiếp quản". Các quy tắc để tiếp quản, có thể được tìm thấy chủ yếu được gọi là 'The Blue Book. Mã được sử dụng là một tập hợp không điều lệ của quy tắc đã được kiểm soát bởi các tổ chức thành phố trên cơ sở tự nguyện về mặt lý thuyết. Tuy nhiên, như là một hành vi vi phạm của Bộ luật đã mang lại thiệt hại về uy tín và khả năng loại trừ từ các dịch vụ thành phố được điều hành bởi những tổ chức, nó được coi là ràng buộc. Trong năm 2006 Bộ luật đã được đưa vào một cơ sở điều lệ như là một phần của việc tuân thủ của Vương quốc Anh với Chỉ thị tiếp quản châu Âu
Mã yêu cầu rằng tất cả các cổ đông trong công ty nên được đối xử bình đẳng. Quy định khi nào và những gì công ty thông tin phải và không thể phát hành công khai liên quan đến hồ sơ dự thầu, thiết lập thời gian biểu cho các khía cạnh nhất định của hồ sơ dự thầu, và thiết lập mức giá thầu tối thiểu sau khi mua cổ phần trước của.
Cụ thể:
Một cổ đông phải thực hiện một đề nghị khi cổ phần của nó, bao gồm cả các bên hoạt động trong buổi hòa nhạc ("buổi hòa nhạc bên"), đạt 30% kế hoạch;
- Thông tin liên quan đến hồ sơ dự thầu không được phát hành, ngoại trừ bằng cách thông báo quy định của luật;

Nhà thầu phải thực hiện một thông báo nếu tin đồn hay đầu cơ đã ảnh hưởng đến giá cổ phiếu của công ty;
- Mức độ cung cấp không phải là ít hơn so với bất cứ giá nào phải trả do nhà thầu trong ba tháng trước khi công bố ý định công ty để làm cho một đề nghị;

Nếu cổ phiếu được mua trong thời gian cung cấp ở một mức giá cao hơn giá cung cấp, cung cấp phải được tăng giá đó;
Nội quy quản trị tiếp thu đáng kể của cổ phiếu, được sử dụng để đi cùng với luật và quy định việc công bố mức độ nhất định của cổ phần, đã được bãi bỏ, mặc dù các quy định tương tự vẫn còn tồn tại trong công ty Act 1985.

## Chiến lược
Có rất nhiều lý do tại sao một công ty mua lại có thể muốn mua một công ty khác. Một số tiếp quản "cơ hội" - công ty mục tiêu chỉ đơn giản là có thể được rất giá hợp lý cho một trong những lý do này hay cách khác và các công ty mua lại có thể quyết định rằng trong thời gian dài, nó sẽ kết thúc việc kiếm tiền bằng cách mua công ty mục tiêu. Lớn đang nắm giữ công ty [[Berkshire Hathaway đã hưởng lợi sau một thời gian bằng cách mua nhiều công ty opportunistically theo cách này.
Tiếp quản khác là "chiến lược" trong đó họ được cho là có tác dụng thứ cấp so với tác dụng đơn giản của lợi nhuận của công ty mục tiêu được bổ sung vào lợi nhuận của công ty mua lại. Ví dụ, một công ty mua lại có thể quyết định mua một công ty có lợi nhuận và có phân phối khả năng trong các lĩnh vực mới mà công ty mua lại có thể sử dụng cho sản phẩm của mình là tốt. Một công ty mục tiêu có thể là hấp dẫn vì nó cho phép các công ty mua lại để nhập vào một thị trường mới mà không cần phải về nguy cơ, thời gian và chi phí bắt đầu từ một bộ phận mới. Một công ty mua lại có thể quyết định để tiếp nhận một đối thủ cạnh tranh không chỉ vì đối thủ cạnh tranh là lợi nhuận, nhưng để loại bỏ đối thủ cạnh tranh trong lĩnh vực của mình và làm cho nó dễ dàng hơn, trong dài hạn, để tăng giá. Ngoài ra một sự tiếp quản có thể thực hiện niềm tin rằng các công ty kết hợp có thể được nhiều lợi nhuận hơn so với hai công ty riêng do giảm chức năng dự phòng.
Tiếp quản cũng có thể hưởng lợi từ vấn đề chủ yếu-agent  liên quan đến bồi thường đứng đầu.
Ví dụ, nó là khá dễ dàng cho một giám đốc điều hành hàng đầu để "'giảm giá cổ phiếu công ty / - do
thông tin bất đối xứng. Điều hành có thể tăng tốc độ kế toán của chi phí dự kiến, chậm trễ kế toán doanh thu dự kiến,
tham gia vào các ra khỏi bảng cân đối kế toán giao dịch để làm cho lợi nhuận của công ty xuất hiện tạm thời nghèo, hoặc chỉ đơn giản
thúc đẩy và báo cáo ước tính nghiêm trọng bảo thủ (ví dụ như bi quan) thu nhập trong tương lai. Những thu nhập có vẻ như bất lợi
tin tức sẽ có khả năng (ít nhất là tạm thời) làm giảm giá cổ phiếu. (Đây lại là do không tương xứng về thông tin kể từ khi nó
là phổ biến hơn cho các giám đốc điều hành hàng đầu để làm tất cả mọi thứ họ có thể cửa sổ trang phục của công ty của họ thu nhập dự báo).
Thông thường có rất ít rủi ro pháp lý là quá bảo thủ 'trong kế toán và các khoản thu nhập ước tính.
Giá cổ phiếu giảm làm cho một công ty mục tiêu tiếp quản dễ dàng hơn. Khi công ty được mua lại (hoặc đưa tin) - ở một mức giá thấp hơn đáng kể - các nghệ sĩ tiếp quản đạt được hưởng lợi từ hành động của cựu điều hành để lén lút
giảm giá cổ phiếu. Điều này có thể đại diện cho hàng chục tỷ đô la (questionably) chuyển từ các cổ đông trước
các nghệ sĩ tiếp quản. Các cựu giám đốc sau đó được tưởng thưởng bằng một cái bắt tay vàng  cho chủ hơn
lửa bán mà đôi khi có thể là hàng trăm triệu đô la cho một hoặc hai năm làm việc.
(Điều này là tuy nhiên mặc cả tuyệt vời cho các nghệ sĩ tiếp quản, những người sẽ có xu hướng được hưởng lợi từ phát triển một danh tiếng
rất hào phóng chia tay giám đốc điều hành hàng đầu). Đây chỉ là một ví dụ về một số chính-agent / perverse khuyến khích vấn đề liên quan với tiếp quản.
Vấn đề tương tự xảy ra khi một tài sản hoặc tổ chức tổ chức phi lợi nhuận công khai trải qua tư nhân.
Giám đốc điều hành thường gặt hái những lợi ích to lớn tiền tệ khi một thực thể chính phủ nước hoặc phi lợi nhuận
được bán đến tay tư nhân. Cũng như trong ví dụ trên, họ có thể tạo điều kiện thuận lợi cho quá trình này bằng cách làm cho
thực thể xuất hiện được trong cuộc khủng hoảng tài chính - điều này làm giảm giá bán (lợi nhuận của người mua), và
làm cho không lợi nhuận và chính phủ nhiều khả năng để bán. Nó cũng có thể đóng góp cho một công chúng
nhận thức rằng các thực thể tư nhân đang chạy hiệu quả hơn, tăng cường ý chí chính trị để bán tài sản công.

## Sự phổ biến
Các tiếp quản công ty xảy ra thường xuyên tại Hoa Kỳ, Canada, Vương quốc Anh, Pháp và Tây Ban Nha. Chúng chỉ xảy ra thỉnh thoảng ở Ý bởi vì các cổ đông lớn (thường là kiểm soát gia đình) thường có đặc quyền biểu quyết hội đồng quản trị đặc biệt được thiết kế để giữ cho họ quyền kiểm soát. Chúng không xảy ra thường xuyên tại Đức vì cấu trúc của hội đồng quản trị kép, cũng không ở Nhật Bản bởi vì các công ty có các tập hợp quyền sở hữu lồng nhau được gọi là keiretsu, cũng không trong Cộng hòa Nhân dân Trung Hoa vì nhà nước sở hữu phần lớn các công ty niêm yết công khai.

## Các chiến thuật chống lại tiếp quản thù địch
| - Back-end - Áo giáp ngân hàng - Phòng vệ Vương miện quý - Lật trong - Lật-over - Dù vàng - Hiệp sĩ xám - Thư xanh - Phòng vệ Jonestown - Ong giết giặc - Tái cơ cấu vốn thừa hưởng - Bẫy tôm hùm - Điều khoản khóa - Phòng vệ Nancy Reagan - Cổ phiếu không có quyền biểu quyết - Phòng vệ Pac-Man | - Dù hưu trí - Thuốc dân - Thuốc độc - Bến an toàn - Phòng vệ tiêu thổ - Thuốc chống cá mập - Ban giám đốc dao động - Thỏa thuận bế tắc - Mua lại mục tiêu - Top-up - Cổ phiếu quỹ - Kế hoạch biểu quyết - Hiệp sĩ trắng - Điền chủ trắng - Thư trắng |  |